# Фінал кубка СРСР з футболу 1967
26-й фінал кубка СРСР з футболу відбувся на Центральному стадіоні в Москві 8 листопада 1967 року. У грі взяли участь місцеві команди «Динамо» і ЦСКА.

## Претенденти
- «Динамо» (Москва) — десятиразовий чемпіон СРСР (1936в, 1937, 1940, 1945, 1949, 1954, 1955, 1957, 1959, 1963), дворазовий володар кубка СРСР (1937, 1953).

- ЦСКА (Москва) — п'ятиразовий чемпіон СРСР (1946, 1947, 1948, 1950, 1951), чотириразовий володар кубка СРСР (1945, 1948, 1951, 1955).

## Деталі матчу
| 8.11.1967 |

| «Динамо» М                          | 3 – 0 | ЦСКА |
| ----------------------------------- | ----- | ---- |
| Гусаров 11' Вшивцев 43' Анічкін 76' | Звіт  |      |

| Центральний стадіон (Москва) Глядачів: 80 000 Арбітр: Алімов (Москва) |

| ДИНАМО           |                    |     |
|                  |                    |     |
| ВР               | Лев Яшин           | 85' |
| ЗХ               | Володимир Штапов   |     |
| ЗХ               | Георгій Рябов      |     |
| ЗХ               | Валерій Зиков      |     |
| ПЗ               | Валерій Маслов     |     |
| ПЗ               | Віктор Анічкін     |     |
| НП               | Ігор Численко      |     |
| ПЗ               | Вадим Іванов       |     |
| НП               | Юрій Вшивцев       |     |
| НП               | Геннадій Гусаров   |     |
| НП               | Геннадій Єврюжихін | 85' |
| Заміна:          |                    |     |
| ВР               | Михайло Скоков     | 85' |
| НП               | Володимир Козлов   | 85' |
| Тренер:          |                    |     |
| Костянтин Бєсков |                    |     |

| ЦСКА            |                      |     |
|                 |                      |     |
| ВР              | Лев Кудасов          |     |
| ЗХ              | Юрій Істомін         |     |
| ЗХ              | Альберт Шестерньов   |     |
| ЗХ              | Дмитро Багрич        |     |
| ЗХ              | Володимир Капличний  |     |
| ПЗ              | Аркадій Панов        |     |
| ПЗ              | Тарас Шулятицький    |     |
| НП              | Анатолій Масляєв     | 66' |
| НП              | Володимир Федотов    |     |
| ПЗ              | Володимир Полікарпов |     |
| НП              | Віталій Раздаєв      |     |
| Заміна:         |                      |     |
| НП              | Ромуальдас Юшка      | 66' |
| Тренер:         |                      |     |
| Всеволод Бобров |                      |     |